# Moneijas
Moneijas (en gallego y oficialmente, Santo Adrao de Moneixas) es una parroquia localizada en el municipio de Lalín, provincia de Pontevedra.

## Demografía
Según el INE en 2008 tenía 257 habitantes (138 mujeres y 119 hombres), distribuidos en 10 entidades de población, lo que supone un aumento en relación con el año 2000 cuando tenía 256 habitantes.

## Localización
Se encuentra a unos 2 kilómetros de la capital del municipio.

## Lugares
- Campiño (O Campiño)[2]
- Coto (O Coto)[2]
- Enxame
- Moneixas
- Moneixiñas
- Outeiro (O Outeiro)[2]
- Pedrouzo (O Pedrouzo)[2]
- Quintá
- Regoufe